# Heraclia durbania
Heraclia durbania là một loài bướm đêm trong họ Noctuidae.